# Eleftheria Arvanitaki

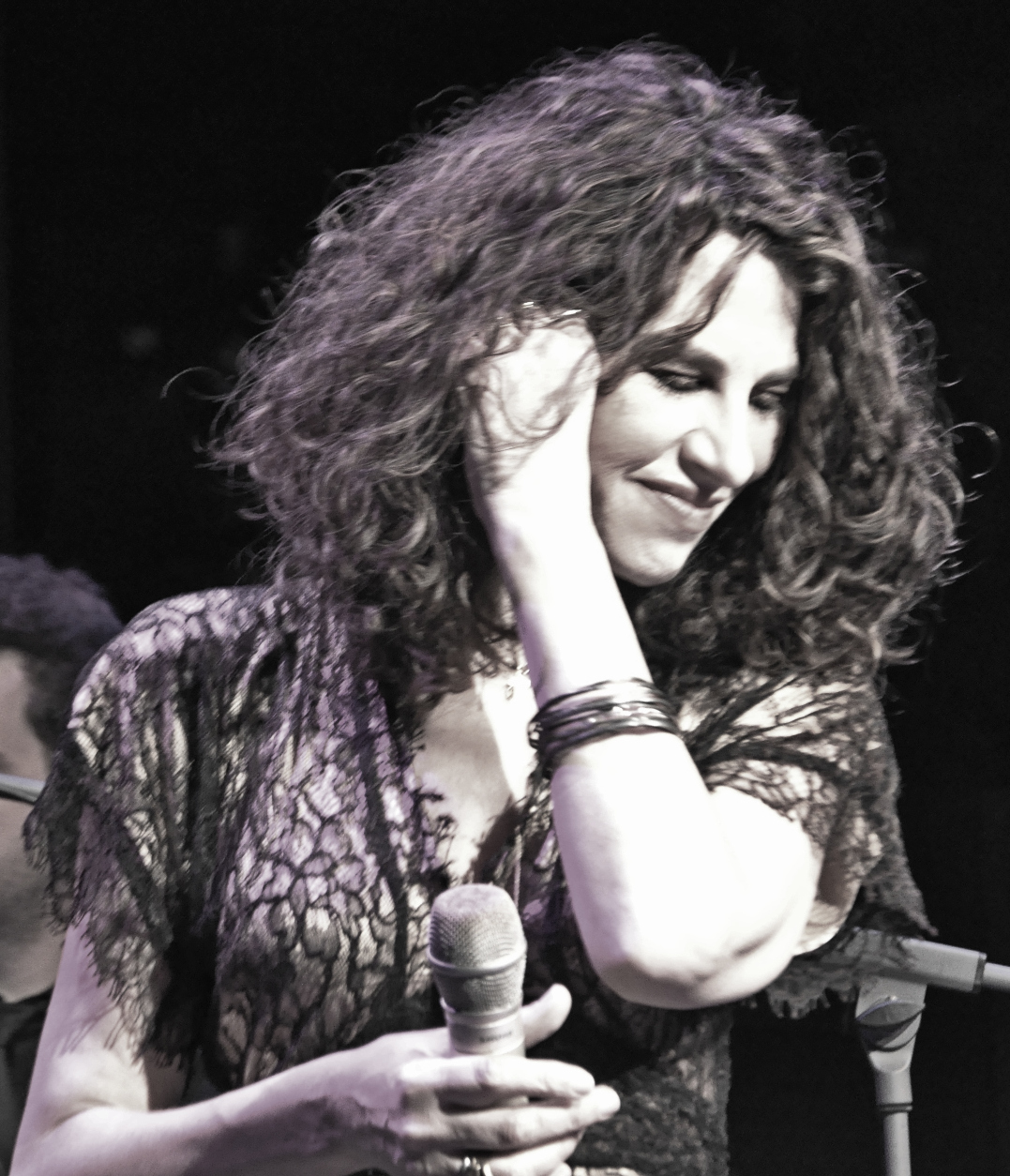
Eleftheria Arvanitaki (2012)

Eleftheria Arvanitaki (griechisch Ελευθερία Αρβανιτάκη, * 17. Oktober 1957 in Piräus) ist eine griechische Sängerin.

## Karriere
Eleftheria Arvanitaki singt ausschließlich in griechischer Sprache und ihre Musik ist sehr stark von der traditionellen griechischen Musik geprägt. Sie gehört zu den kommerziell erfolgreichsten Künstlern Griechenlands und trat 2004 zusammen mit anderen Sängerinnen bei den Feierlichkeiten zum Abschluss der Olympischen Spiele in Athen auf.
Seit November 2013 tritt Eleftheria Arvanitaki zusammen mit Alkistis Protopsalti in Griechenland in einer Reihe von Konzerten auf. Im Februar 2014 trat sie in der ausverkauften New Yorker Carnegie Hall auf.

## Diskografie

### Alben
- 1984: Eleftheria Arvanitaki (Ελευθερία Αρβανιτάκη)
- 1986: Kontrabanto (Κοντραμπάντο), Lieder Stamatis Spanoudakis
- 1989: Tanirama (Τανιράμα), Lieder Stamatis Spanoudakis
- 1991: Meno Ektos (Μένω Εκτός / I still remain an outcast) Musik u. a. Ara Dinkjian, Nikos Xydakis; Texte Lina Nikolakopoulou, Thodoris Gonis
- 1993: I Nichta katavainei (Η νύχτα κατεβαίνει / The night is descending)
- 1994: Ta Kormia kai ta Macheria (Τα κορμιά και τα μαχαίρια / The Bodies and The Knives), Musik Ara Dinkjian, Texte Michalis Ganas and Lina Nikolakopoulou
- 1996: Tragoudia gia tous Mines (Τραγούδια για τους μήνες / Songs for the Months), Musik Dimitris Papadimitriou
- 1998: Ektos Programmatos (Εκτός προγράμματος / Off the Road)
- 2000: Ekpombi (Εκπομπή / Broadcast)
- 2004: Ola sto fos (Όλα στο φώς / Everything brought to light)
- 2006: Grigora I Ora Perase (Γρηγορα Η Ωρα Περασε / The Time Passed Quickly), Musik Nikos Xydakis
- 2008: Kai ta matia kai i kardia (alternativer Titel: Mirame)
- 2010: Prosopo me Prosopo (live) (alternativer Titel: Face to Face)
- 2015: 9 +1 Istories (9+1 Ιστορίες)
- 2019: Ta megala taxidia (Τα μεγάλα ταξίδια, GR Platz 1)
- 2024: Kai Simera Kai Avrio Kai Tora

### Live-Alben
- 1995: Live at Vrachon – Summer '95 (Ζωντανά στους βράχους – Καλοκαίρι 95) mit Ara Dinkjian und Arto Tunçboyacıyan
- 2002: Live at the Gyalino Mousiko Theatro (Live από το Γυάλινο Μουσικό Θέατρο)
- 2003: Live (u. a. mit Cesária Évora und dem Stück Sodade)

### Kompilationen
- 1995: Megales Epitychies (Μεγάλες επιτυχίες / Greatest Hits)
- 1999: The Very Best of 1989–1998
- 2005: Dromoi paralliloi (Δρόμοι Παράλληλοι / Parallel Roads)
- 2007: Dinata 1986–2007 (Δυνατά (1986–2007))

### Singles (Auswahl)
- 1991: Meno Ektos
- 1993: To Kokkino Foustani
- 1993: Dynata (Homecoming)
- 2000: Tragoudia gia tous mines (Τραγούδια για τους μήνες – Η γ΄πλευρά του δίσκου / Songs for the Months – The third side)
- 2002: Thelo Konta Sou Na Meino
- 2004: Tria Tragoudia (Τρία Τραγούδια / Three Songs)
- 2005: Fovamai (mit Rodes)
- 2005: To Skouloukouin (mit George Hadjipieris)